# 磯風號驅逐艦
磯風（いそかぜ）為大日本帝國海軍的驅逐艦。
根據大日本帝國海軍發布的軍艦命名準則，驅逐艦是以天氣現象命名。磯風意即「吹向海灘的風」，後期的磯風驅逐艦名稱則是繼承了原本四艘"天津風型驅逐艦"之一的"磯風"號驅逐艦之名 ，是陽炎級的驅逐艦。陽炎級和夕雲級並稱二次大戰中帝國海軍最優秀的量產驅逐艦。
1942年6月4日，中途島海戰時，磯風擔任蒼龍號航空母艦的護衛，被命中近失彈一枚。
1945年4月7日，磯風參加了大和特攻，最後因重傷無法航行，由同行艦雪風實行魚雷處分擊沉。

## 歴代艦長
1. 白浜政七 中佐：1940年11月15日-
2. 磯久研磨 中佐：1941年 2月25日-
3. 丰島俊一 中佐：1941年 9月10日-
4. 神浦純也 少佐：1942年11月22日-
5. 前田実穂 少佐：1943年11月 1日-